# John Pringle (géologue)
John Pringle (21 octobre 1877 - 2 août 1948) est un géologue écossais qui remporte la médaille Lyell de la Société géologique de Londres en 1938 .

## Biographie
Il est né à Selkirk le 21 octobre 1877 et étudie la géologie au Heriot Watt College d'Édimbourg, obtenant son diplôme vers 1900.
À partir de 1901, il travaille pour le Geological Survey, d'abord en tant que collectionneur de fossiles. En 1913, il devient assistant paléontologue à la Commission.
L'Université du Pays de Galles lui décerne un doctorat honorifique (DSc) en 1931. En 1932, il est élu Fellow de la Royal Society of Edinburgh avec comme proposants Murray Macgregor, James Ernest Richey, James Phemister et Robert Campbell .
En 1934, il devient le paléontologue officiel de la Commission. En 1935, il publie British Regional Geology: The South of Scotland . Il prend sa retraite en 1937 et meurt le 2 août 1948.